# Grégoire-Besson
Die Grégoire-Besson S.A.S. mit Sitz in Montfaucon-Montigné (Maine-et-Loire) ist ein Hersteller von Landmaschinen, vor allem aus dem Bereich der Bodenbearbeitung.

## Geschichte
Im Jahre 1802 gründete Joseph Grégoire sein Unternehmen in Montigné-sur-Moine. In 1898 beschlossen die Söhne des Gründers, sich auf Landtechnik zu spezialisieren. Man produzierte rund 30 Pflüge pro Jahr. Alphonse Besson gründete 1959 das Unternehmen Grégoire-Besson. 1989 beschäftigte man rund 90 Mitarbeiter. 2005 übernahm man das Unternehmen Souchu-Pinet, 2006 Dehondt. 2011 wurde das insolvente deutsche Unternehmen Rabe Agri übernommen.

## Weltrekorde

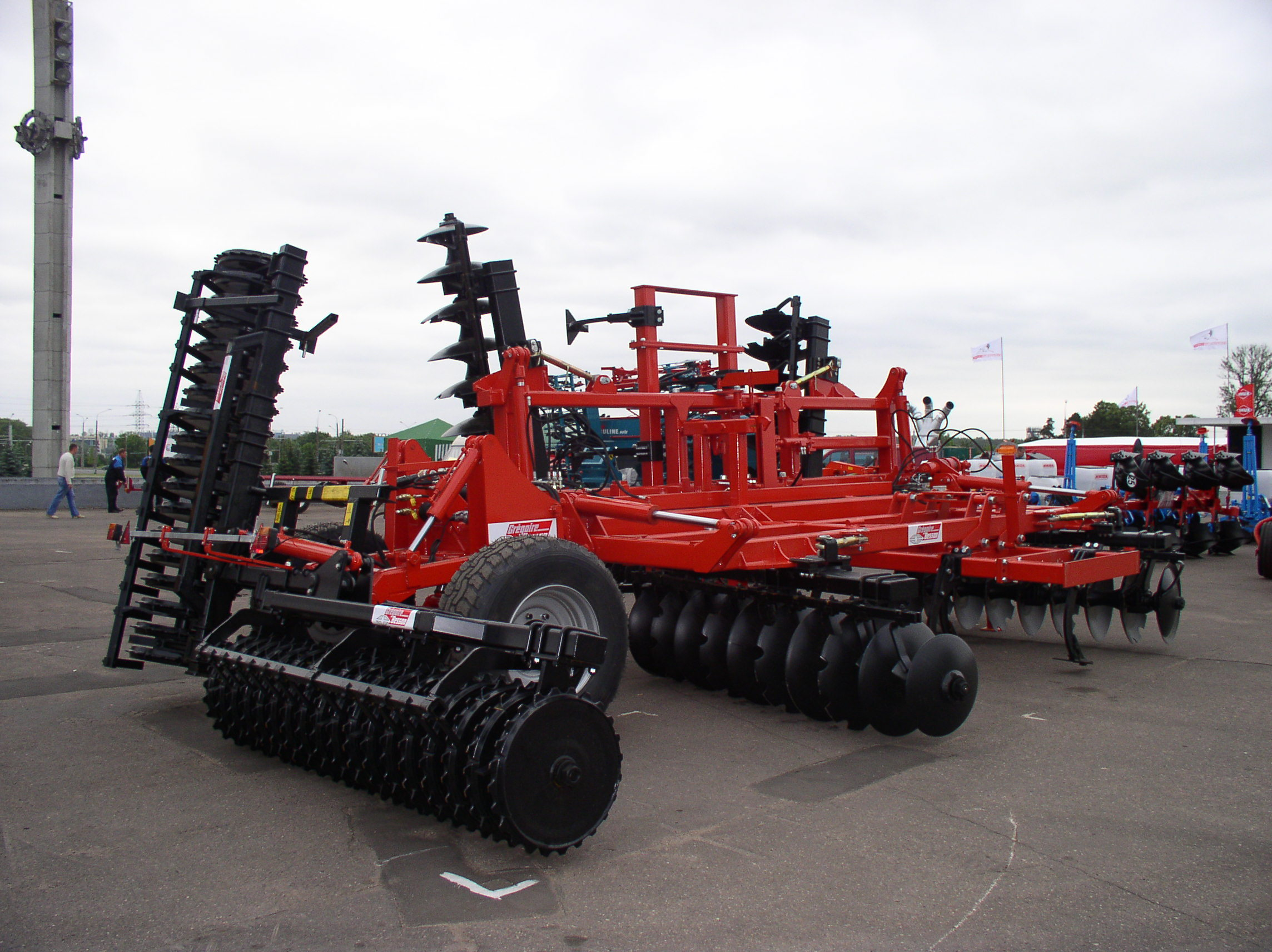
Scheibenegge von Grégoire-Besson

- 2001 pflügte man mit einem 17-scharigen Pflug 204 Hektar in 24 Stunden.[1]
- 2002 pflügte man mit einer Kombination: Einem 4-Schar-Frontpflug und einem 13-Schar-Pflug im Heck. Als Traktor wurde ein MF 8280 verwendet. Man schaffte in 24 Stunden eine Fläche von rund 251 Hektar.[2]
- 2005 schaffte man zusammen mit einem Case Steiger 500 und einem 20-Schar-Pflug eine Fläche von rund 321 Hektar.[3]
- 2007 stellte das Unternehmen einen Weltrekord auf: In 24 Stunden gelang es mit einer Scheibenegge 644 Hektar zu bearbeiten und das bei einer Mindesttiefe von 10 cm.[4] Dies entspricht auf den Äquator gelegt, einem Streifen von 155 mm Breite.[5]